# Бланшфос-э-Бе
Бланшфо́с-э-Бе (фр. Blanchefosse-et-Bay) — коммуна во Франции, находится в регионе Шампань — Арденны. Департамент — Арденны. Входит в состав кантона Рюминьи. Округ коммуны — Шарлевиль-Мезьер.
Код INSEE коммуны — 08069.
Коммуна расположена приблизительно в 175 км к северо-востоку от Парижа, в 95 км севернее Шалон-ан-Шампани, в 35 км к западу от Шарлевиль-Мезьера.
В состав коммуны входят две деревни, которые были административно объединены в 1973 году — Бе на востоке и Бланшфос на юго-востоке.

## Население
Население коммуны на 2008 год составляло 154 человека.
| 1962 | 1968 | 1975 | 1982 | 1990 | 1999 | 2008 |
| ---- | ---- | ---- | ---- | ---- | ---- | ---- |
| 326  | 334  | 261  | 210  | 184  | 152  | 154  |

## Экономика
В 2007 году среди 79 человек в трудоспособном возрасте (15—64 лет) 55 были экономически активными, 24 — неактивными (показатель активности — 69,6 %, в 1999 году было 60,2 %). Из 55 активных работали 48 человек (34 мужчины и 14 женщин), безработных было 7 (3 мужчин и 4 женщины). Среди 24 неактивных 1 человек был учеником или студентом, 13 — пенсионерами, 10 были неактивными по другим причинам.

## Достопримечательности
- Монастырская церковь Бланшфос[фр.] (XII-XIII века). Исторический памятник с 1926 года.[3]

## Фотогалерея

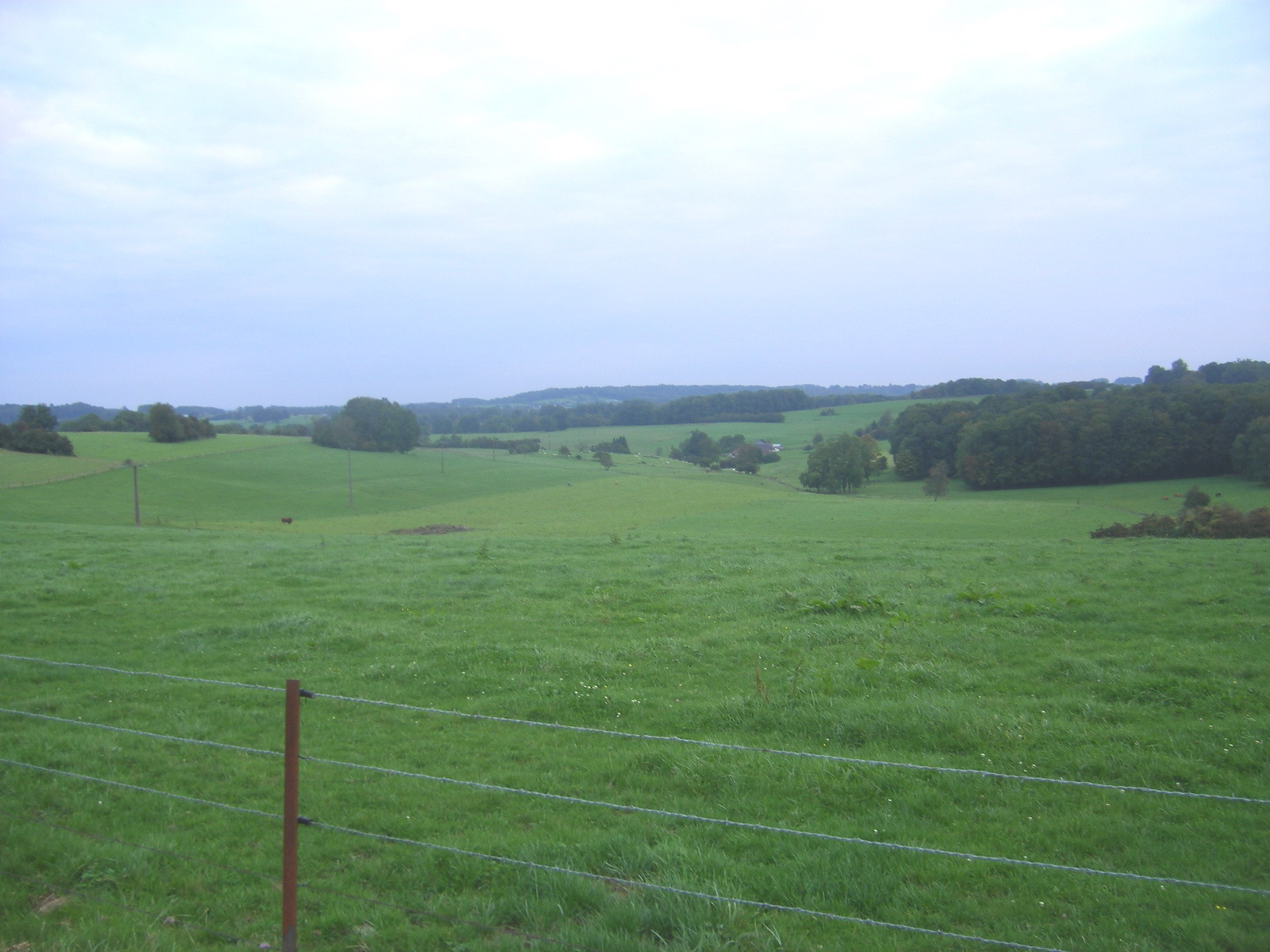
Ландшафт между Бланшфос-э-Бе и Ла-Фере
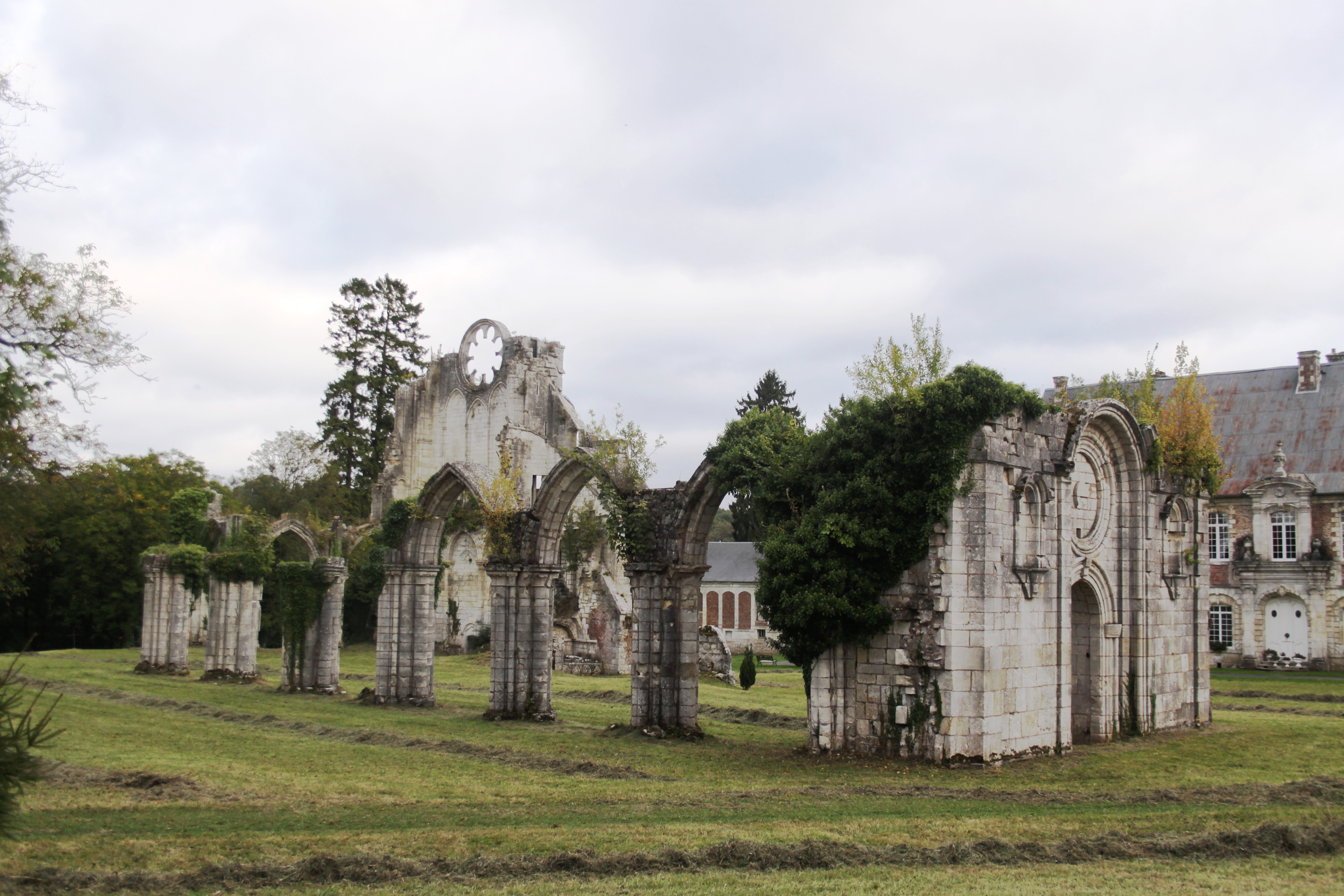
Монастырская церковь Бланшфос
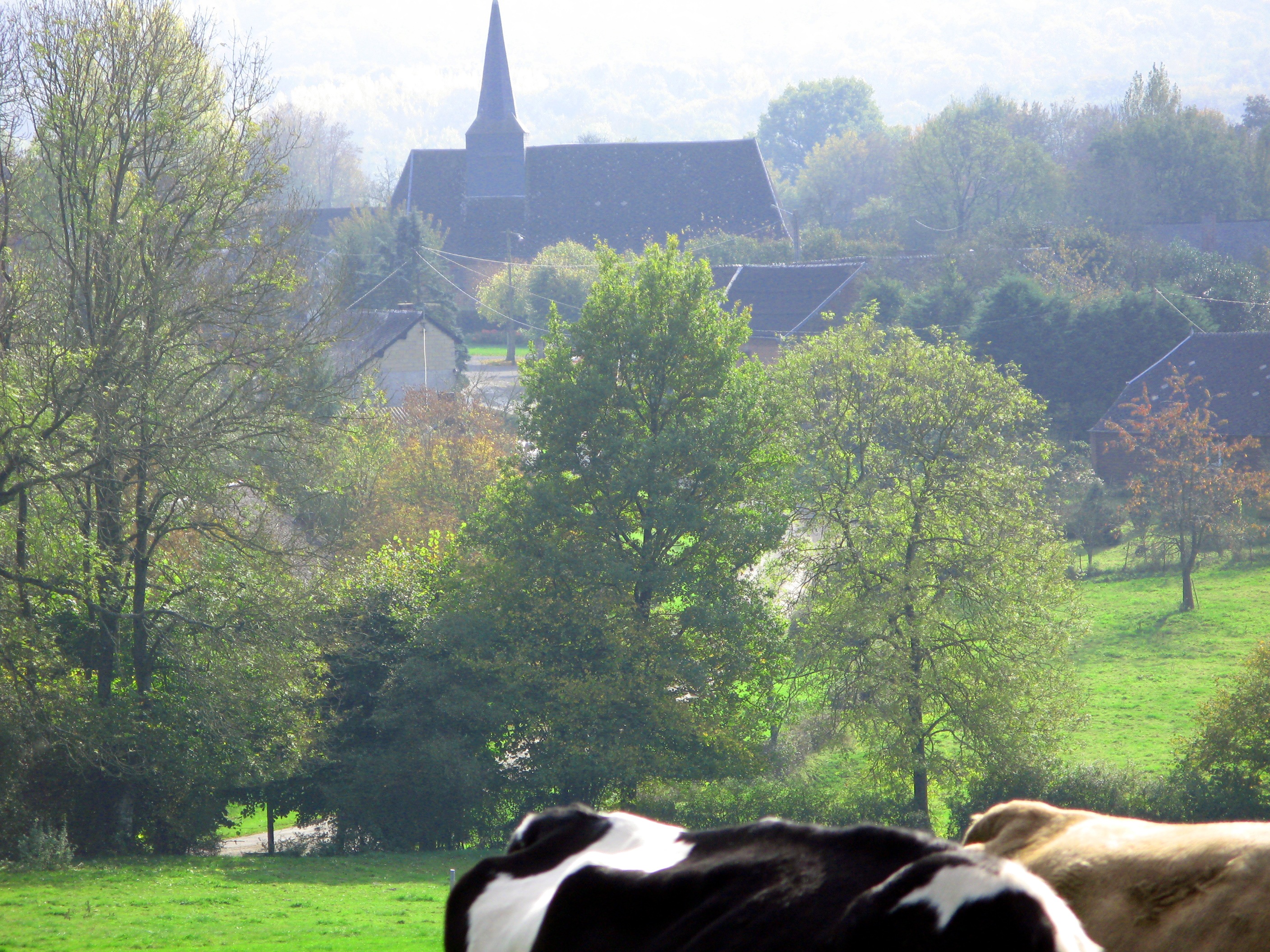
Деревня Бе
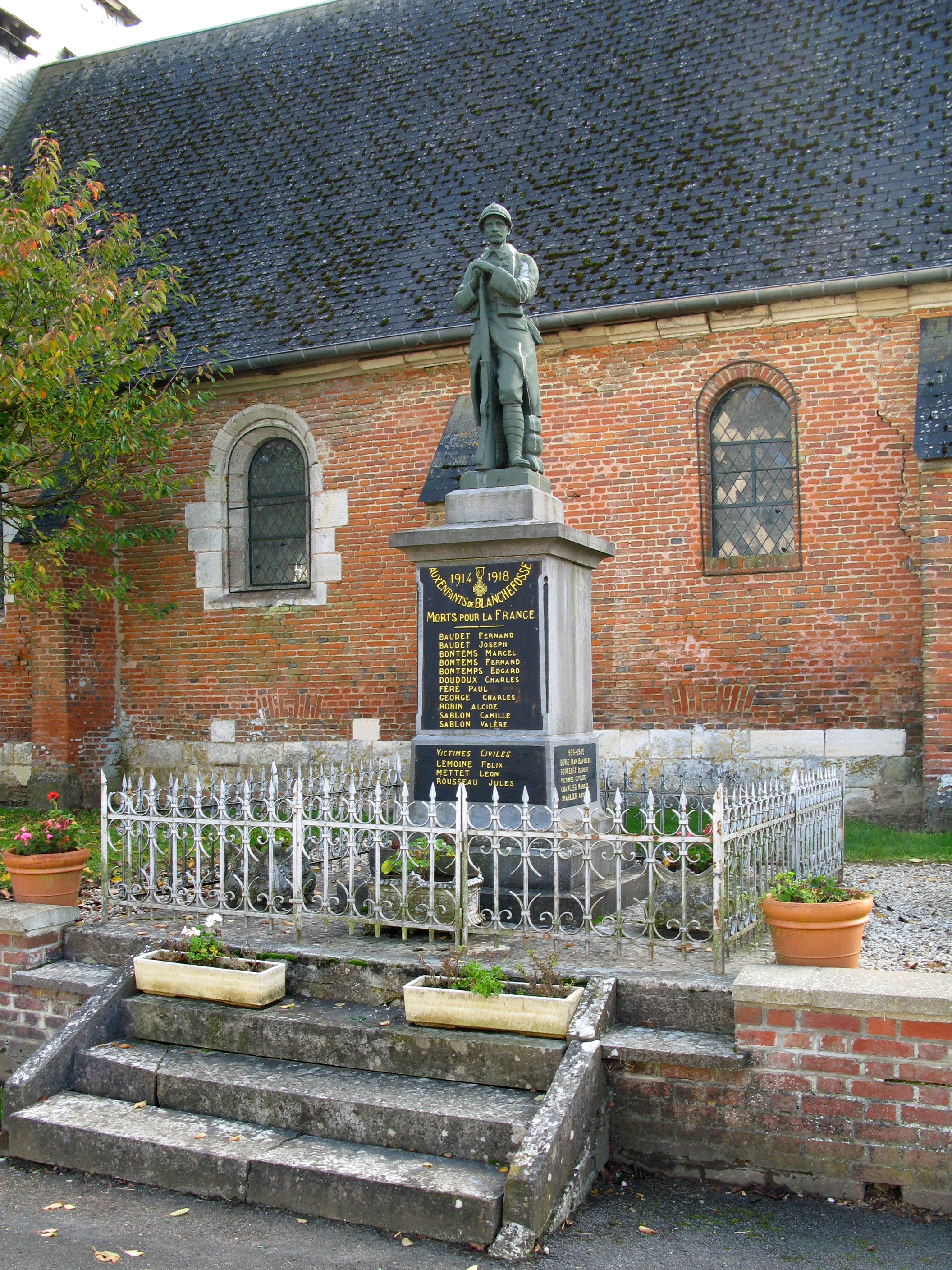
Памятник погибшим в Первой мировой войне